# Bertholdia specularis
Bertholdia specularis är en fjärilsart som beskrevs av Herrich-Schäffer 1853. Bertholdia specularis ingår i släktet Bertholdia och familjen björnspinnare. Inga underarter finns listade i Catalogue of Life.